# Акушинський район
Акушинський район — муніципальний район в Дагестані.
Адміністративний центр — село Акуша.

## Територія
Площа району 640км². Межує з: Левашинським, Сергокалинським, Дахадаєвським, Кулінським та Лакським районами. Район утворено в 1934 році.

## Населення
Населення району становить 53 558 осіб (2010).
Національний склад населення за даними перепису 2010 р.
- даргінці — 96,0%
- лакці — 3,2%
- інші — 9,8%

## Адміністративний поділ
До складу району входять 80 населених пунктів, що об'єднані в 25 муніципальних утворень (сільські ради).
Села:Акуша, Айнікабмахі, Бергеінзі, Гандрамахі, Гумрамахі, інзімахі, Карша, Кєртукмахі, Семгамахі, Ургубамахі, Цергімахі, Чанкаламахі, Аліханмахі, Верхній Камхамахі, Аметеркмахі, Балхар, Кулі, Аксакадамахі, Бургімакмахі, Гурднімахі, Кавкамахі, Какмахі, Узнімахі, Чінімахі, Бутрі, Верхній Мулебкі, Гапшіма, Геба, Герхмахі, Гінта, Аймалабєк, Байкатмахі, Бургімакмахі, Дубрімахі, Камкадамахі, Хажнімахі, Хенклакар, Цундімахі, Шінкбалакада, Шумхрімахі, Бікаламахі, Буккамахі, Верхнє Каршлі, Верхнє Чіамахі, Гуннамахі, Каддамахі, Кассагумахі, Курашімахі, Нижнє Каршлі, Нижнє Чіамахі, Урхулакар, Куркімахі, Мугі, Арасамахі, Нахкі, Уцулімахі, Гіягірамахі, Карапмахі, Куліямахі, Мурлатінамахі, Наци, Тузламахі, Уржагімахі, Хурбімахі, Танти, Гулатдимахі, Куркебімахі, Тебекмахі, Уллучара, Курьімахі, Урхучімахі, Цунімахі, Зільмукмахі, Усіша, Гулебкі, Ургані, Цугні, Цулікана, Шукти.